# Strobilanthes jennyae
Strobilanthes jennyae är en akantusväxtart som beskrevs av John Richard Ironside Wood. Strobilanthes jennyae ingår i släktet Strobilanthes och familjen akantusväxter. Inga underarter finns listade i Catalogue of Life.